# Orsinipolyptiek
Het Orsini polyptiek (Italiaans: Polittico Orsini) werd vervaardigd door Simone Martini, wellicht in opdracht van de Franciscaanse kardinaal Napoleone Orsini. Over de datum van het draagbare polyptiek bestaat onzekerheid. Zo zijn de perioden 1333-39, 1339-40 en 1320-40 (recentste datering) voorgesteld. De vier paneeltjes uit de collectie van het Koninklijk Museum voor Schone Kunsten Antwerpen meten elk ca. 24 × 15 cm. Twee andere panelen zijn in het Louvre (Parijs) en in de Gemäldegalerie (Berlijn) terecht gekomen.

## Context
Simone Martini was de prominentste vertegenwoordiger van de kunst van Siena. Zijn vormentaal staat diametraal tegenover die van de Florentijn Giotto di Bondone (+1377), de grote vernieuwer van de Byzantijnse stijl die tot dan toe in Italië geheerst had. De kunst van Siena kenmerkt zich door het felle kleurgebruik tegen een glimmende gouden achtergrond, waardoor de schilderijen eruitzien als kostbaar kleinoden. Tegelijk worden, net zoals in Bondones werk, de dramatische effecten niet gespaard. Door zijn verblijf bij de Pausen van Avignon, slaagde Martini erin zijn stijl over heel Frankrijk, Duitsland en de Nederlanden te verspreiden.

## Beschrijving

### Luik 1: inv. 257: De Boodschap van de engel (Annunciatie)
Het eerste vergulde luik toont de aartsengel Gabriël. Zijn vleugels zijn nog gespreid; hij is net neergedaald op aarde. In zijn brede, blauw-rozige tunica en goud- roodachtig schemerende mantel, knielt hij voor de Maagd die op het tweede paneeltje afgebeeld staat. In zijn handen houdt hij een smalle witte lelie.

### Luik 2: inv. 258: Maria, de Boodschap ontvangende (Annunciatie)
Gezeten op een Byzantijnse troon en gekleed in een amaranten kleed en blauwe mantel, leest de Maagd een boek. Ze heeft het vast met haar linkerhand. Aan haar voeten schilderde Martini de lelie der zuiverheid. Met een gebaar van onderwerping ontvangt ze de genadestralen van de Parakleet. Net zoals in de andere paneeltjes, is Maria's hoofd hier omgeven door een gouden aureool. Ook in haar kledij verwerkte de kunstenaar gouden accenten.

### Luik 3: inv. 259: Christus aan het kruis (De Lanssteek)
Centraal hangt de dode Christus aan het kruis en links en rechts van hem zweven twee kleine engelen. Rechts van Christus (links voor de toeschouwer) schilderde Martini enkele soldaten. Een van hen draagt een tunica met het opschrift S.P. Diezelfde letters staan ook op de vlag. Waarschijnlijk waren ze het begin van de afkorting S.P.Q.R. Het is de soldaat Longinus die met een lange speer Christus' zijde doorboort. Het bloed stroomt rijkelijk uit de wonde, recht in Longinus' ogen. Pas dan herkennen hij en de Romeinse honderdman (de wijzende man in gouden officiersuniform) de gekruisigde als de Zoon van God. De honderdman wijst Christus aan met de woorden: "Ja, waarachtig, Hij was Gods Zoon" (Matteüs: 27, 54). Links onderaan de voorstelling bezwijkt Maria, omgeven door de andere heilige vrouwen. De heilige vrouwen vangen haar op en Johannes buigt bezorgd over haar heen. Aan de voet van het kruis knielt Magdalena. Opvallend is de expressiviteit van het tafereel. Zowel de Maagd als Magdalena zijn zich duidelijk bewust van het feit dat hun zonden mee aan de oorsprong liggen van Christus' lijden. Martini plaatste de klemtoon op het fysieke, zichtbare lijden in plaats van de geestelijke smart.

### Luik 4: inv. 260: Kruisafneming
In de Kruisafneming verwijderen Jozef en Nikodemus het lichaam van de Verlosser van het kruis. Ze staan beiden op een ladder en houden het lichaam van Christus vast onder de oksels. Rechts (links voor de toeschouwer) staan Maria, Johannes en nog enkele gelovigen om het lichaam aan te nemen. Links (rechts voor de toeschouwer) schilderde Martini onder andere Magdalena, die hartstochtelijk haar verdriet toont. Op de voorgrond schilderde de kunstenaar de opdrachtgever. De knielende en biddende bisschop is opvallend kleiner weergegeven dan de rest van de figuren. Volgens J. Brink gaat het om de Franciscaan Napoleone Orsini (+24 maart 1342 te Avignon). Dat was een diplomaat tijdens het pontificaat van zowel Clemens V als Johannes XXII. Deze had inderdaad een nagel van het kruis van Christus in bezit, wat aansluit bij het thema van het polyptiek. Uit bronnen van Petrarca bleek dat Simone Martini bij hem in dienst was.

### Geheel: inv. 257-260
Geheel in de trend van de Sienese kunst doet het Orsini polyptiek aan als een kostbaar juweel, hoewel het feitelijk gaat om een schilderij. Dat is te wijten aan enkele factoren. Ten eerste wordt deze indruk gewekt door het kleine formaat, ten tweede door het overdadige gebruik van echt goud. Nergens gaf Martini een natuurgetrouwe omgeving, interieur of landschap weer. In de plaats daarvan opteerde hij voor haarscherp afgelijnde figuren tegen gouden achtergronden. De achtergronden van inventarisnummers 257 en 258 zijn bovendien rijkelijk bewerkt, zodat ze eerder doen denken aan het werk van een goudsmid dan aan dat van een schilder. Ten derde opteerde de kunstenaar voor fonkelende kleuren. Walther Vanbeselaere, voormalig hoofdconservator van het KMSKA omschreef de kleur zelfs als “de pracht van edelsteen”. De sterke kleuren zijn te danken aan de gouden achtergrond. Indien de kunstenaar geen sprekende kleuren gebruikt zou hebben, zou het geheel een fletse, onderdanige indruk geven door het overdadige goud. De leidende functie van de figuren zou ook teniet gedaan worden.
Zoals eerder al kort aangehaald, is de weergave van diepe emoties in dit werk opmerkelijk. Ze lieten toe dat de opdrachtgever zich in zijn contemplatie het lijden van Christus beter voor kon stellen. J. Brink zocht de bron van deze emotionaliteit in de Arbor Vitae crucifixi Jesu Christi (ca. 1305). Het geschrift van de Franciscaanse spiritueel en kapelaan Ubertino van Casale behandelt op allegorische wijze de politieke en theologische theorieën rond de wereldse heerschappij van de kerk. In zijn vierde boek schreef hij een reeks extatische sermoenen over de Passie neer. Daarin ging hij speciaal in op de verlossing door de passiewerktuigen en het lijden van Maria. In tegenstelling tot de meeste dertiende- en veertiende-eeuwse auteurs, beschreef hij vooral het fysieke, zichtbare lijden van de Moeder in plaats van de geestelijke kwellingen. Hoewel er geen bewijzen voor zijn, vermoed de auteur dat Martini op aanraden van Orsini de tekst als uitgangspunt nam.

Voorzijde
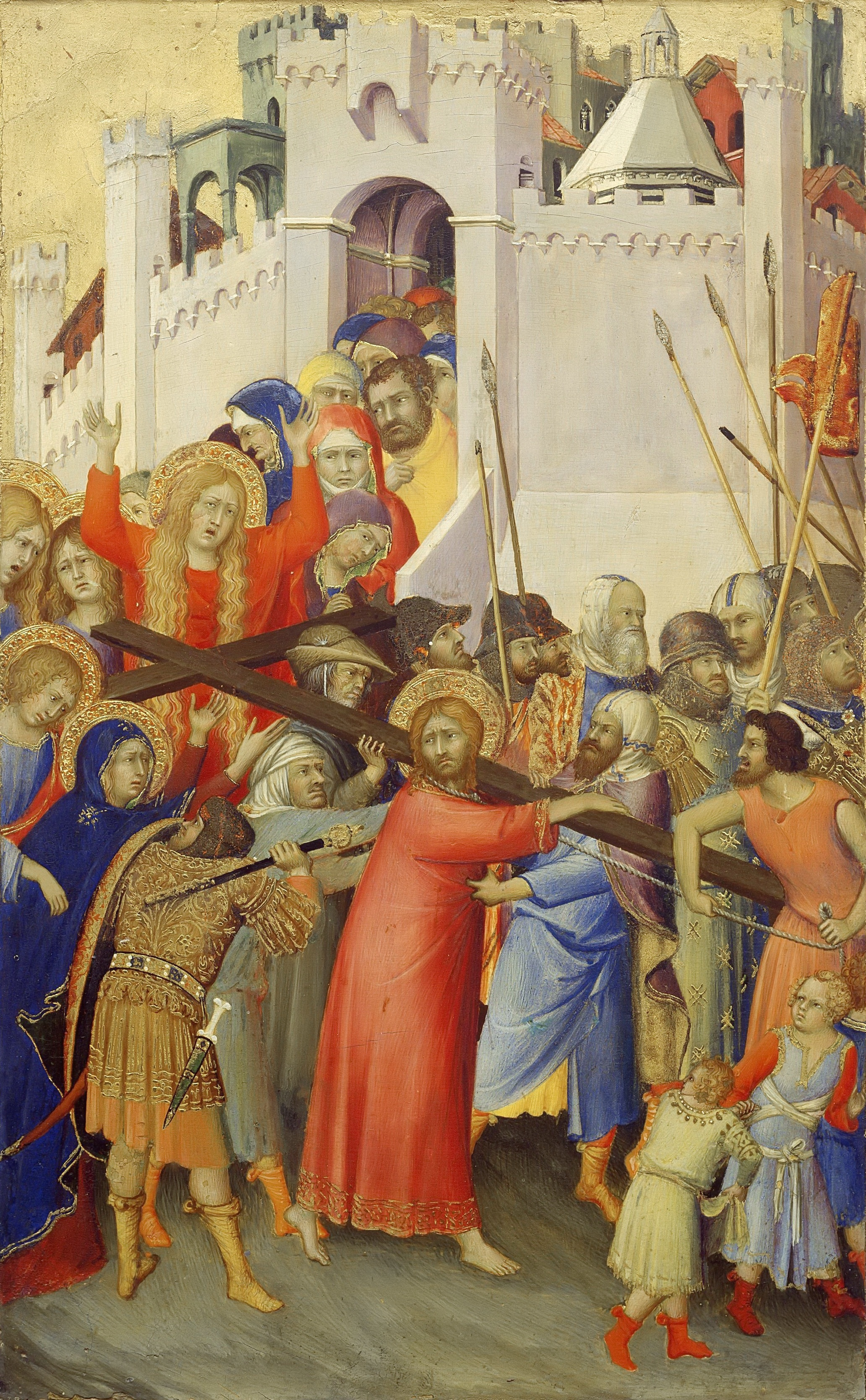
Kruisdraging
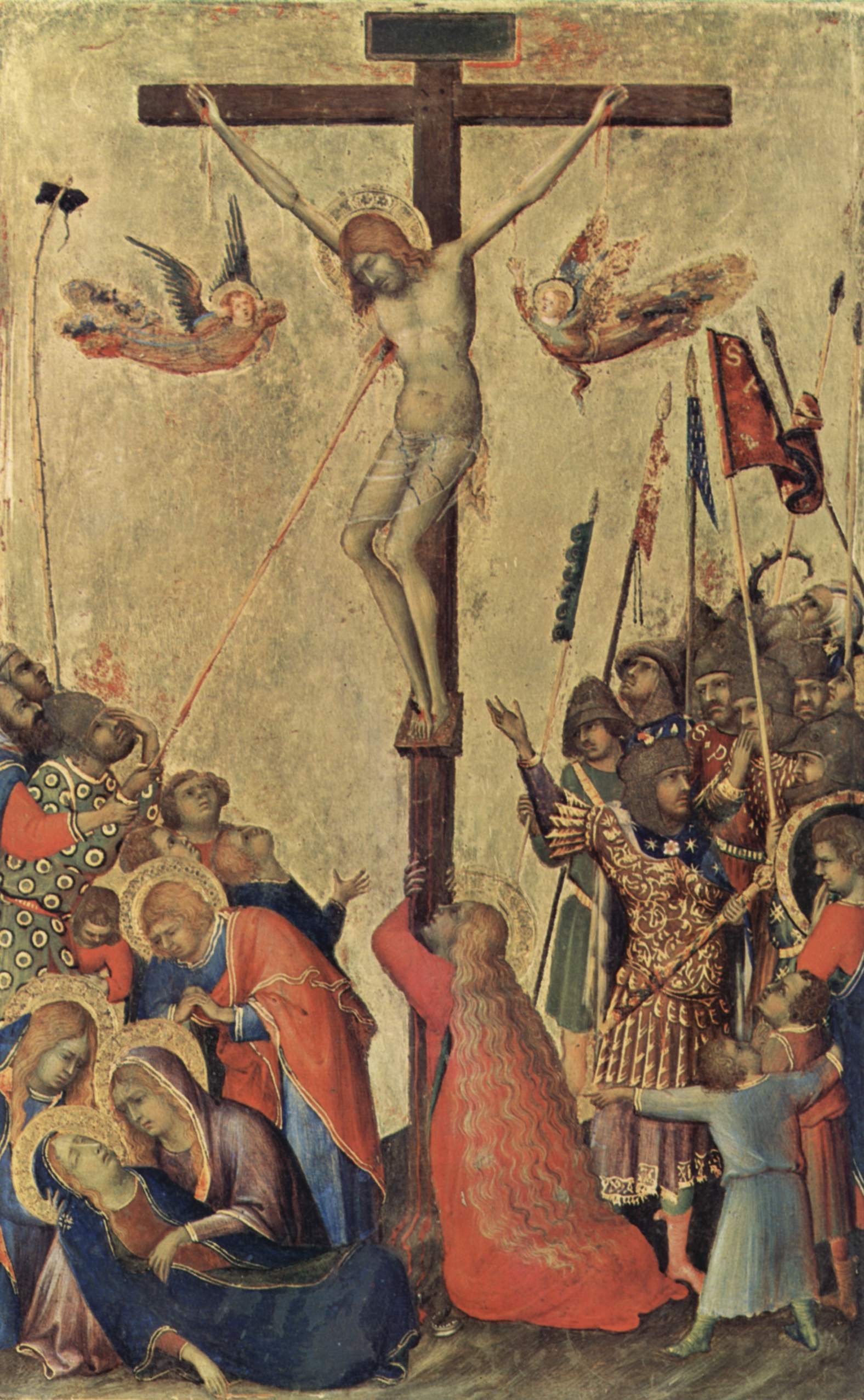
Kruisiging
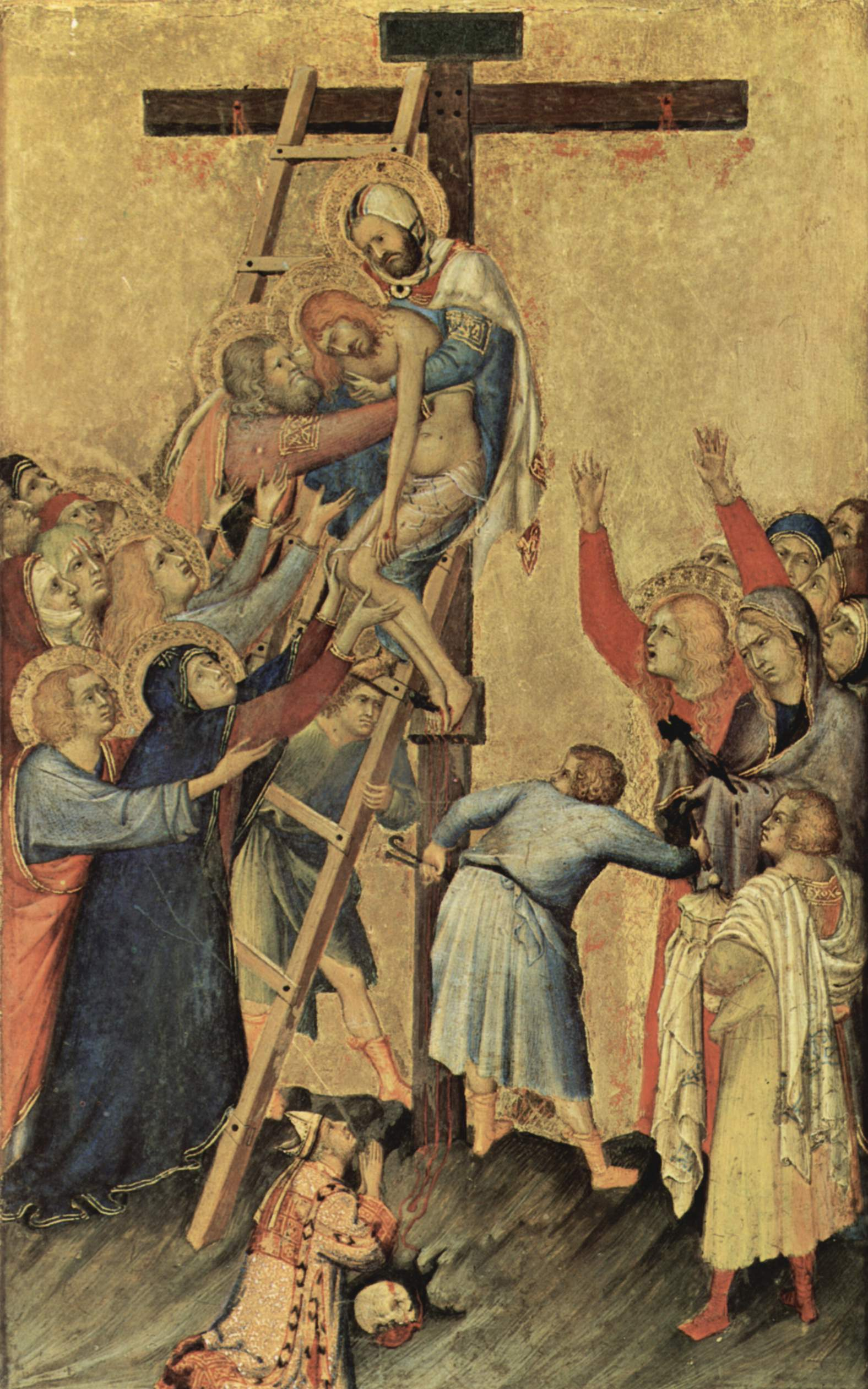
Kruisafneming
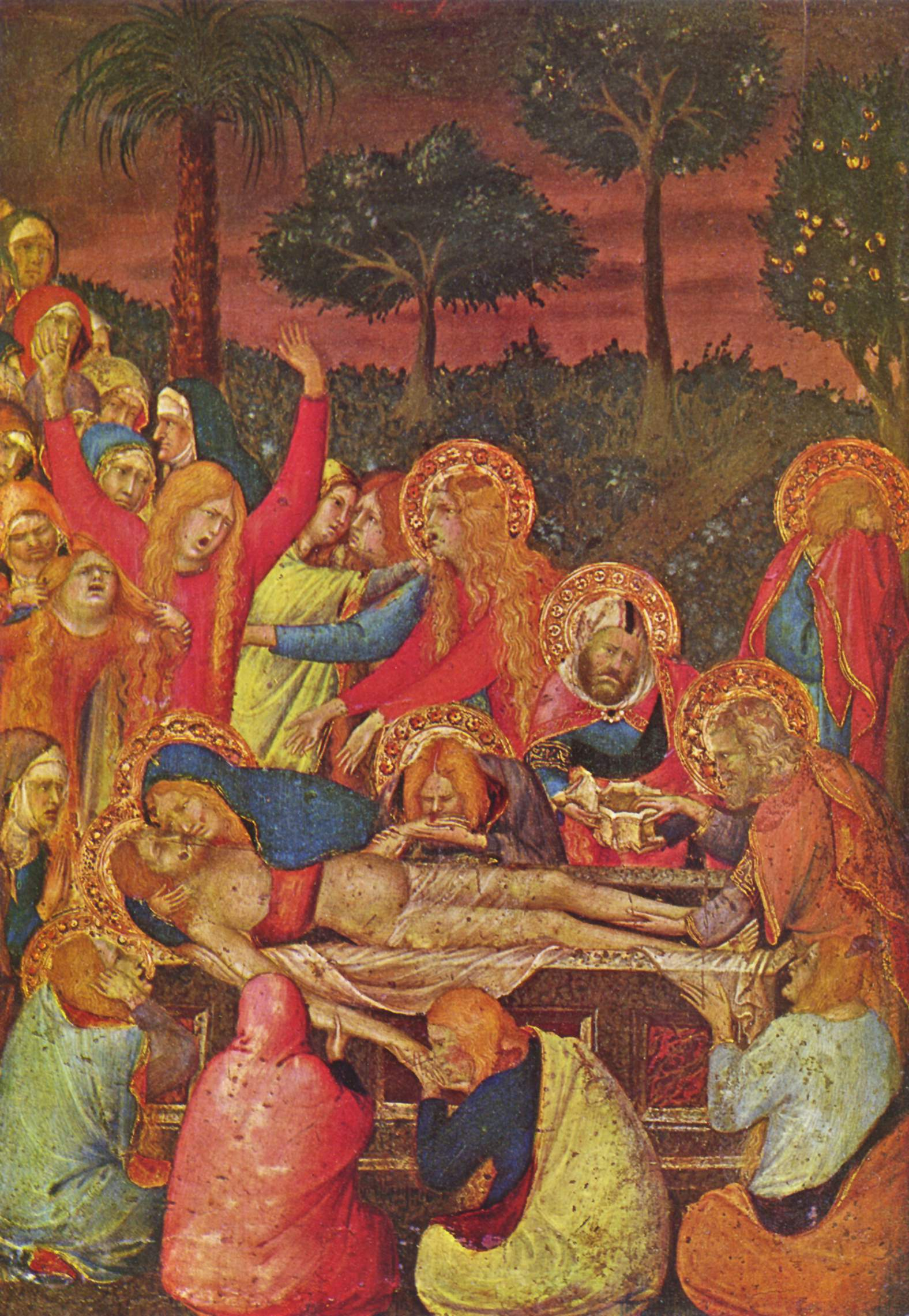
Graflegging

Achterzijde
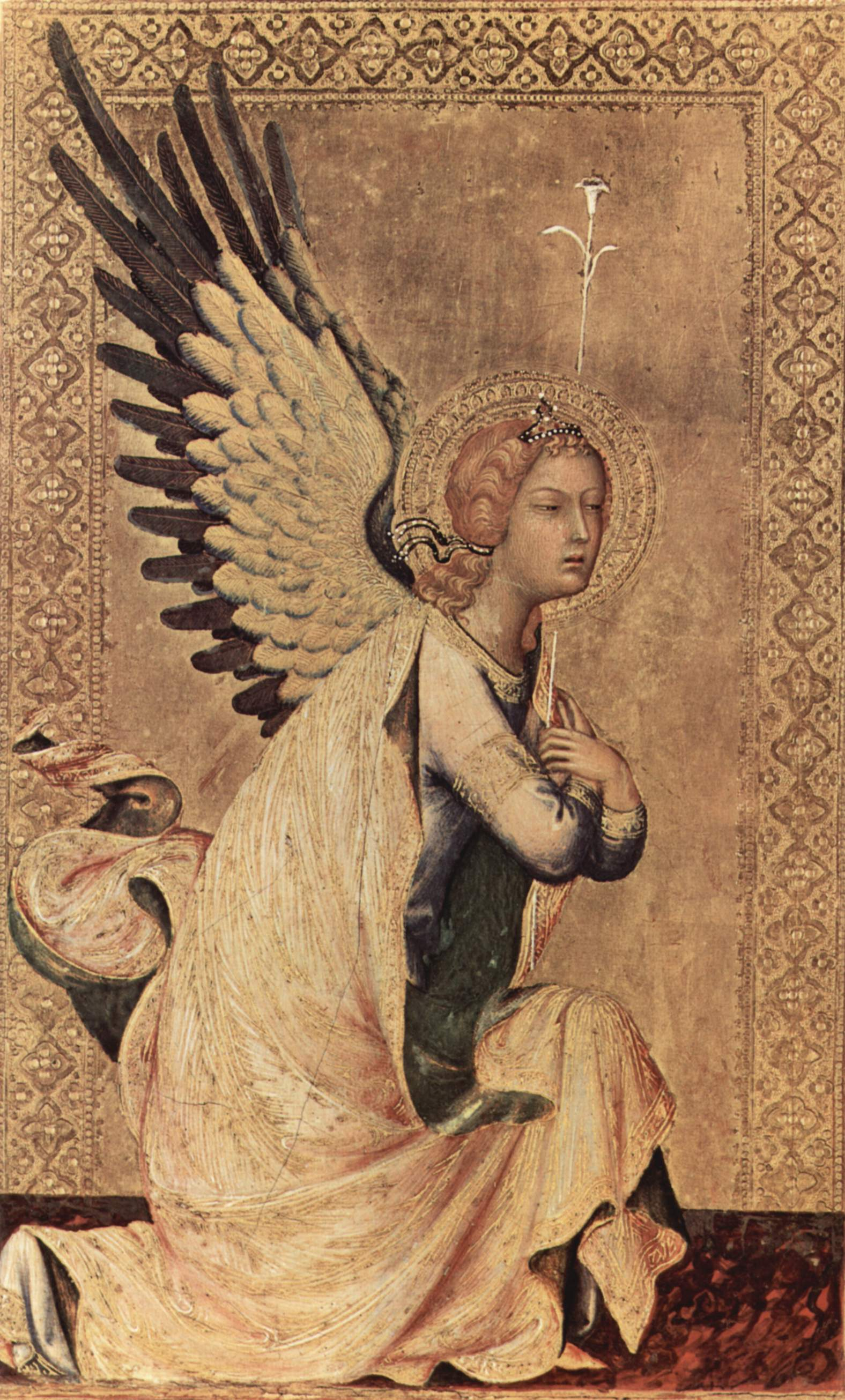
De aartsengel Gabriël
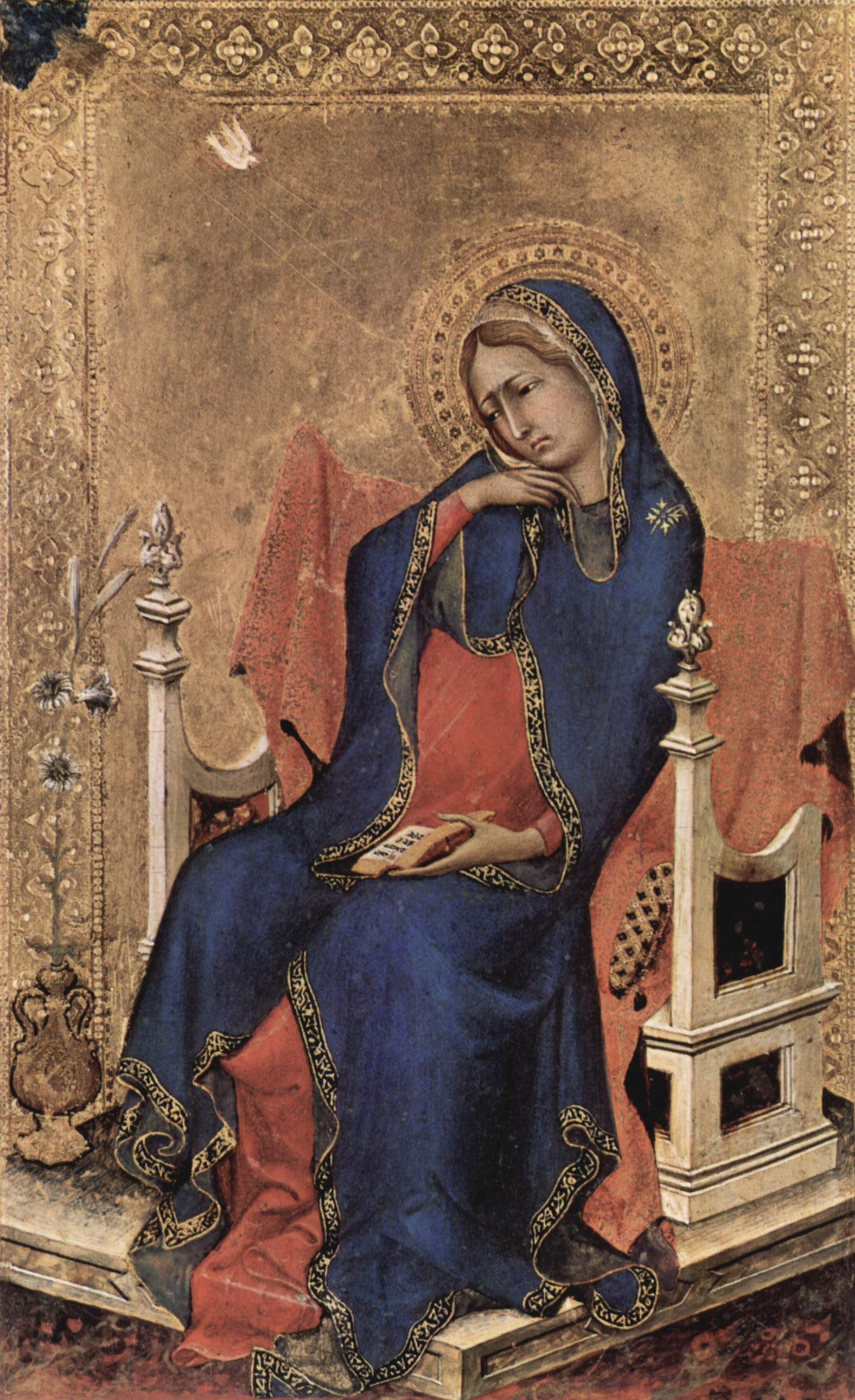
De maagd Maria

## Materiële kenmerken
De vier paneeltjes uit het Koninklijk Museum voor Schone Kunsten Antwerpen vormden volgens onderzoek van H. van Os en M. Rinkleff-Reinders oorspronkelijk slechts twee panelen. Op een gegeven ogenblik werden deze in de dikte doormidden gezaagd. Oorspronkelijk stond op de achterkant van Christus aan het kruis (inv. 259) De boodschap van de engel (inv. 257). Op de rugzijde van deze voorstellingen stonden de Kruisafneming (inv. 260) en Maria, de Boodschap ontvangend (inv. 258). Indien inventarisnummers 259 en 260 naast elkaar geplaatst worden, toont de ene zijde van de diptiek de Kruisiging en Kruisafneming en de andere zijde de twee fases in de Annunciatie. Op die wijze is er ook een direct verband tussen de boodschap van de engel en de geschrokken Maria.
Aanvankelijk vormden deze vier (oorspronkelijk twee) paneeltjes samen met de Graflegging (Staatliche Museen Berlijn-Dahlem) en Kruisdraging (Louvre) het Orsini polyptiek. In 1970 concludeerde men dat de zes paneeltjes oorspronkelijk een drieluik vormden. Geopend gaf dat van links naar rechts: de Kruisdraging (Berlijn), de Lanssteek (Antwerpen, inv. 259), de Kruisafneming (Antwerpen, inv. 260) en de Graflegging (Parijs). In gesloten toestand toonde het drieluik op de linkerzijde een later aangebracht ruitvormig embleem van een vrouwelijk lid uit de Italiaanse Orsini-familie. Wat er oorspronkelijk op de rechterzijde stond, is onbekend, gezien dat paneeltje voor restauratie afgeschaafd en verstevigd werd. Het is mede daarom ook dat het hout van de Parijse drager slechts half zo dik is als dat van het Berlijnse paneel. Op die lijst staat eveneens een opschrift; “HOC OPUS”. Aanvankelijk kon men op de binnenkant van het triptiek “HOC OPUS PINXIT SYMON…” lezen. Dat bevestigt de aanvankelijk hypothetische rangschikking van de vier passietaferelen. Enigszins ongebruikelijk stond op de achterzijde van het reisaltaartje de Annunciatie.

### Afmetingen
- Geheel
  - 29,5 × 82,1 × 2 cm (inclusief lijst)
- Luik 1 (257)
  - 23 × 14 cm (dagmaat)
  - 29,7 × 20,5 × 1,5 cm (inclusief lijst)
- Luik 2 (258)
  - 23 × 14 cm (dagmaat)
  - 29,7 × 20,5 × 1,5 cm (inclusief lijst)
- Luik 3 (259)
  - 24 × 15 cm (dagmaat)
  - 29,6 × 20,5 × 2 cm (inclusief lijst)
- Luik 4 (260)
  - 23.5 × 18,5 cm (dagmaat)
  - 29,6 × 20,4 × 2 cm (inclusief lijst)

### Inscripties
- Luik 3
  - [HOC OPUS] ... PINXIT ...
    - Plaats: lijst
    - Opmerking: HOC OPUS werd verwijderd bij de restauratie van het paneel[16]
      - Indien samen gelezen met luik 4 geeft dit: “Dit werk heeft Simon geschilderd”

  - S.P.
    - Plaats: tuniek soldaat

  - Ibid.
    - Plaats: vlag
- Luik 4
  - ... SYMON ...
    - Plaats: lijst

## Invloed
Het Orsinipolyptiek heeft invloed op de schilderkunst in Frankrijk uitgeoefend. Dit blijkt duidelijk uit sommige miniaturen in Les Très Riches Heures du duc de Berry van de gebroeders Van Limburg. Zij waren samen met hun oom Jean Malouel werkzaam in Bourgondië, in dienst van Filips de Stoute, oprichter van de Chartreuse de Champmol, en hebben daar waarschijnlijk kennis gemaakt met Martini's werk.

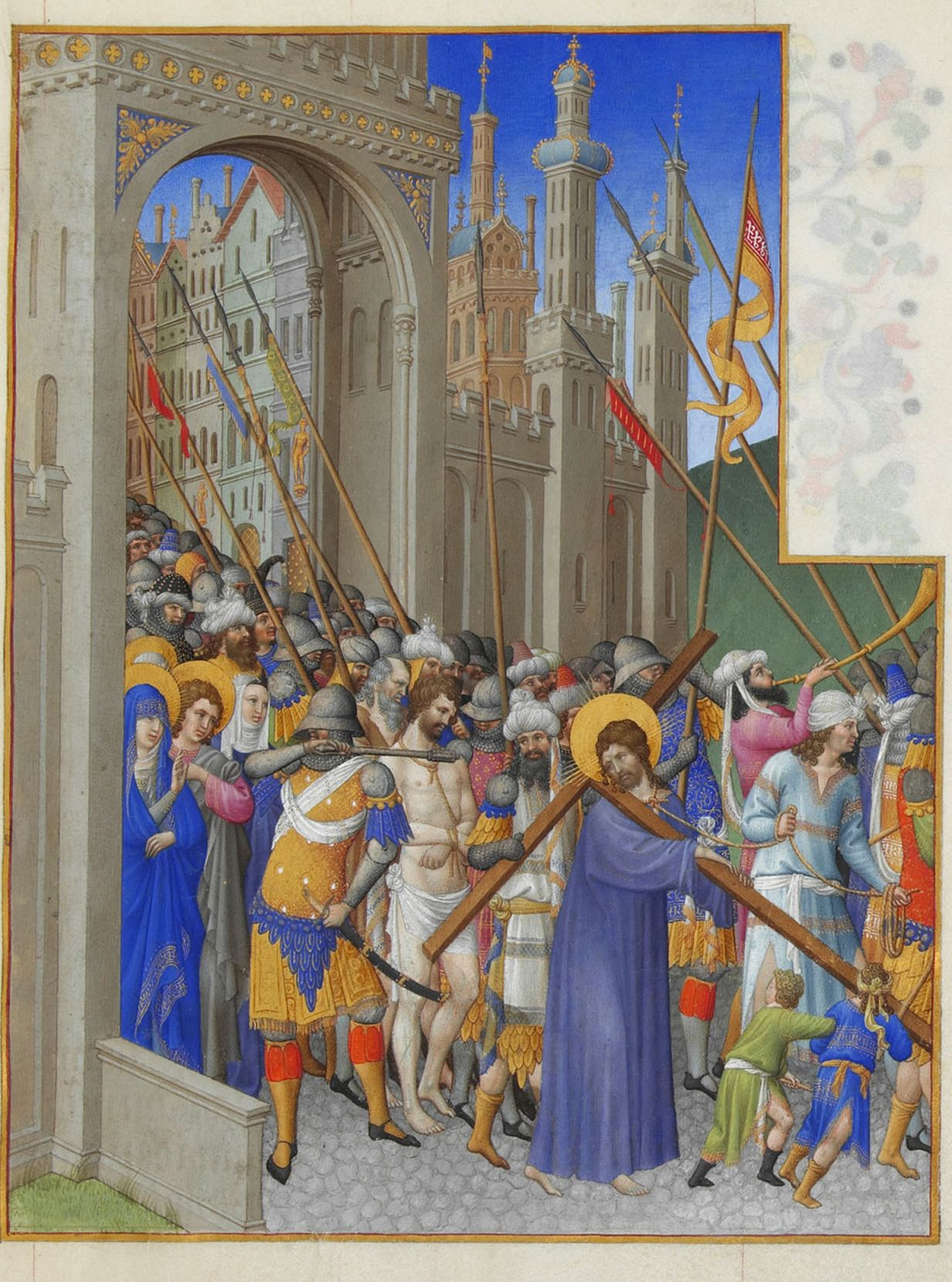
Kruisdraging
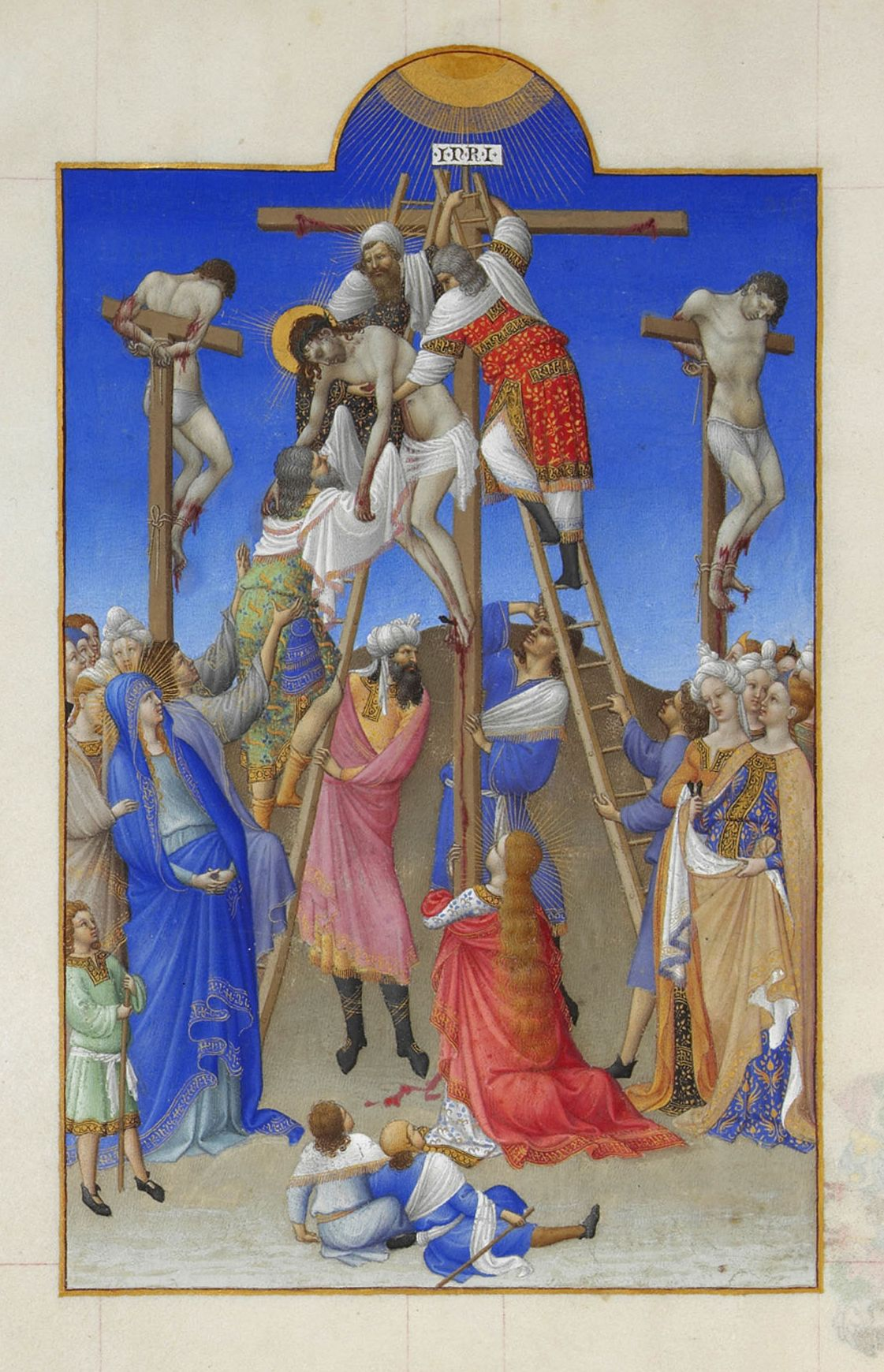
Kruisafneming

## Provenance
Kunstwetenschappers vermoeden dat Martini het polyptiek in Avignon vervaardigde, toen hij daar in dienst was van kardinaal Napoleone Orsini. Waarschijnlijk bevond het Orsini polyptiek zich vanaf het einde van de veertiende eeuw in de Chartreuse de Champmol in de buurt van Dijon. In 1791 hing het daar nog altijd in de kamer van de abt. In dat jaar werd het verkocht en uit elkaar gehaald. Florent van Ertborn, burgemeester van Antwerpen, kocht vier panelen in Dijon in 1826. In zijn legaat schonk hij de panelen uiteindelijk aan het Koninklijk Museum voor Schone Kunsten Antwerpen. Lodewijk Filips liet het paneel uit het Louvre in 1834 kopen. Het Berlijnse paneel ten slotte werd in 1901 gekocht bij de Parijse kunsthandelaar Émile Pacully.